# Jardines del Mirador del Alcalde
Los jardines del Mirador del Alcalde se encuentran en la montaña de Montjuïc, en el distrito de Sants-Montjuic de Barcelona. Fueron elaborados entre 1962 y 1969 con un proyecto jardinístico de Joaquim Casamor, mientras que de la fuente monumental se encargó Carles Buïgas. Junto al Mirador del Alcalde se halla una de las paradas del teleférico de Montjuïc.

## Historia

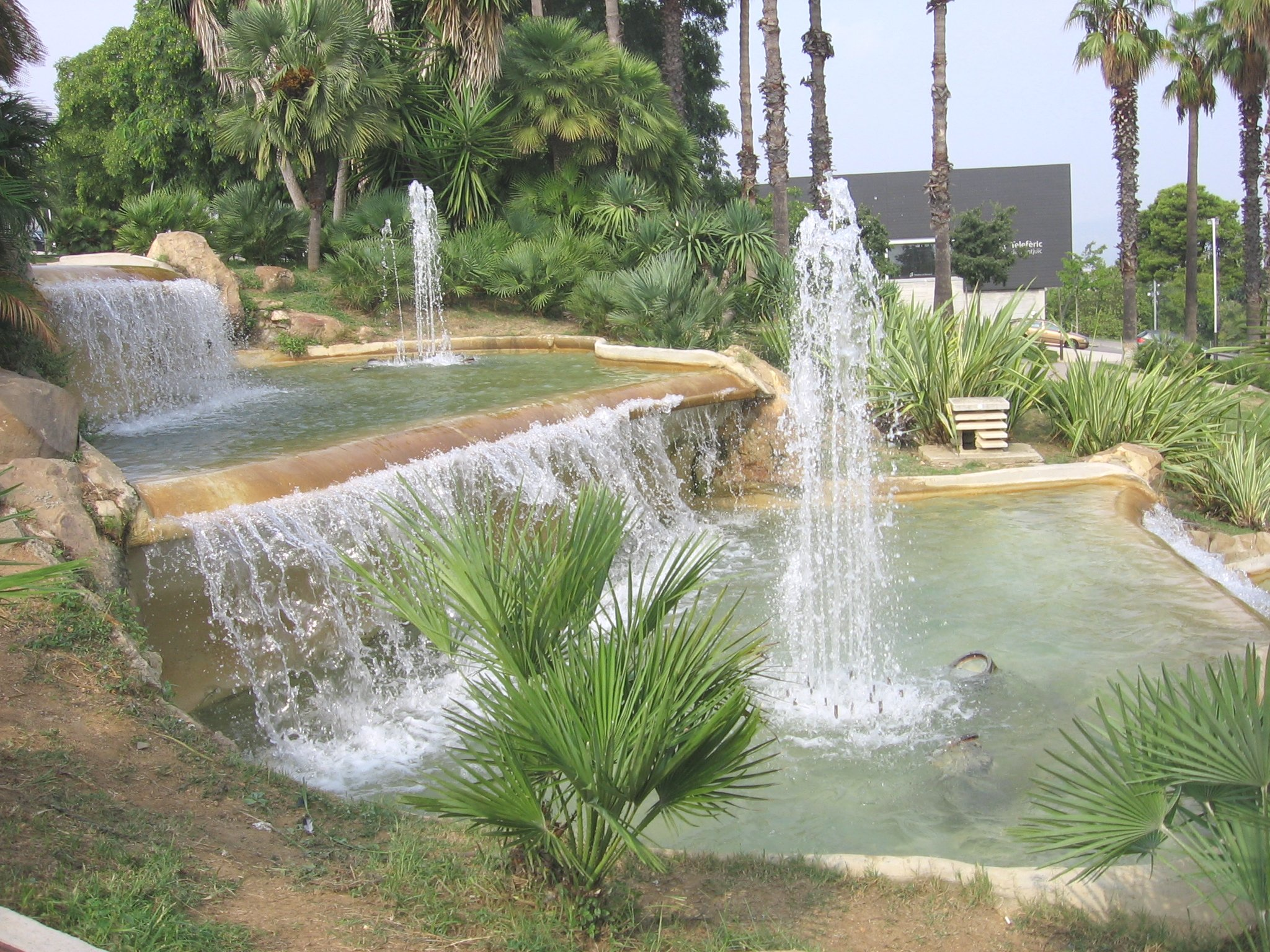
Detalle de la fuente.

El punto de arranque de estos jardines fue la concesión en 1960 del castillo de Montjuïc al Ayuntamiento de Barcelona por parte de Francisco Franco. Se iniciaron entonces unos trabajos de adecuación del castillo para su nuevo uso, lo que conllevó adicionalmente la urbanización y el ajardinamiento del entorno de la fortaleza. Las obras se realizaron entre 1962 y 1969, aunque ya al año siguiente de su inicio los jardines fueron inaugurados por el general Franco, junto al entonces alcalde de Barcelona, José María de Porcioles, hecho de donde proviene el nombre otorgado al conjunto.
Estaba prevista la construcción de un monumento relativo a la historia de Barcelona, con un proyecto que ganó por concurso el escultor Joan Rebull, el cual diseñó un obelisco de 24 metros de altura que explicaba en una treintena de viñetas la evolución de la ciudad. Sin embargo, esta obra finalmente no se ejecutó, por la oposición del escultor a que fuese inaugurada por el general Franco.
En 1966 el alcalde Porcioles inauguró el Monumento a la Sardana, situado detrás del mirador, que servía de entrada al nuevo Parque de Atracciones de Montjuïc, y en el mismo acto se colocó un rótulo que nombraba al mirador —hasta entonces sin denominación oficial— como Mirador del Alcalde. Al año siguiente se colocó el pavimiento diseñado por Joan Josep Tharrats. Por último, en 1971 se colocaron dos estelas dedicadas a los médicos Gregorio Marañón y Francesc Duran i Reynals, que lamentablemente fueron robadas en 2002.  

## Descripción

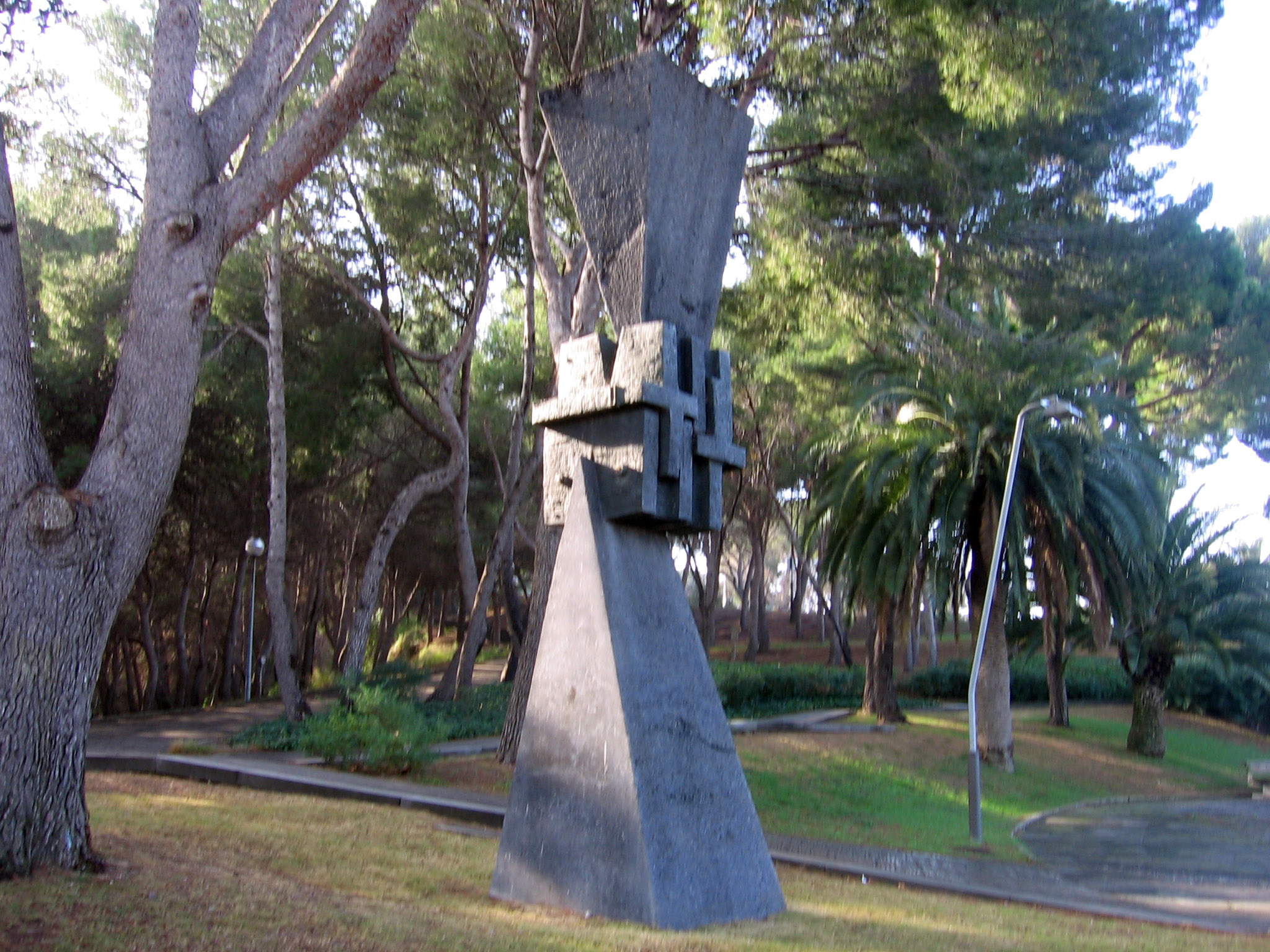
Homenaje a Barcelona (1968), de Josep Maria Subirachs.

El Mirador del Alcalde es una amplia terraza en la vertiente oriental de la montaña de Montjuïc, al pie del castillo, con unas magníficas vistas sobre el puerto de Barcelona y la zona litoral de la ciudad condal. La zona se estructura en una serie de terrazas a distinto nivel, comunicadas por tramos de escaleras y parterres de suaves pendientes. En su parte superior se encuentra un estanque con una fuente ornamental de la que brota el agua que cae en forma de cascadas en un estanque inferior, donde se halla otra fuente ornamental. El proyecto hidráulico fue obra de Carles Buïgas, autor de la Fuente Mágica de Montjuïc. 
Los caminos y plazoletas del Mirador están formados por un pavimento de mosaico de 420 m², formado por materiales como cantos rodados, adoquines, ladrillos, baldosas, trozos de botella, piezas de hierro u hormigón, etc. Diseñado por Joan Josep Tharrats, este pavimento forma parte del Catálogo del Patrimonio Artístico Municipal. 
En el nivel inferior se sitúa asimismo la escultura Homenaje a Barcelona (1968), de Josep Maria Subirachs, perteneciente a la denominada etapa «de las penetraciones y las tensiones» del artista (años 1960), caracterizada por el empleo de cuñas encajadas con tornillos y tirantes de hierro, o de piezas tensadas con cables o cuerdas, en ensamblajes que jugaban con la materia y el espacio, con elementos opuestos como materia y forma, gravitación y contrapeso, vacío y lleno, horizontal y vertical.

## Vegetación
Gran parte de la zona verde de estos jardines está formada por parterres de césped, junto a los que se encuentran especies como: pino blanco (Pinus halepensis), palmito (Chamaerops humilis), washingtonia (Washinsgtonia robusta), palmera de Canarias (Phoenix canariensis), cica (Cycas revoluta), etc.

## Galería

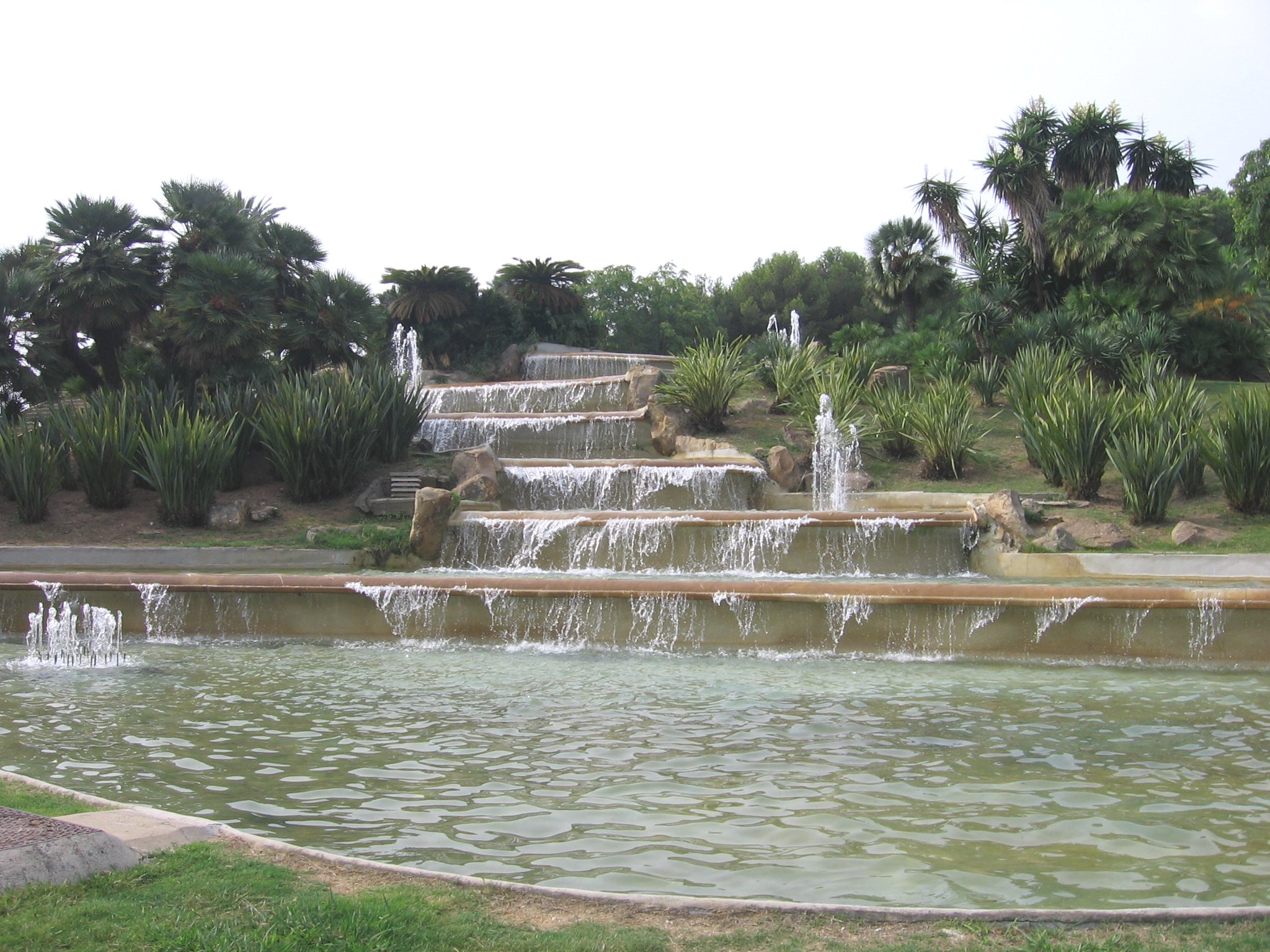
Cascada de la fuente.
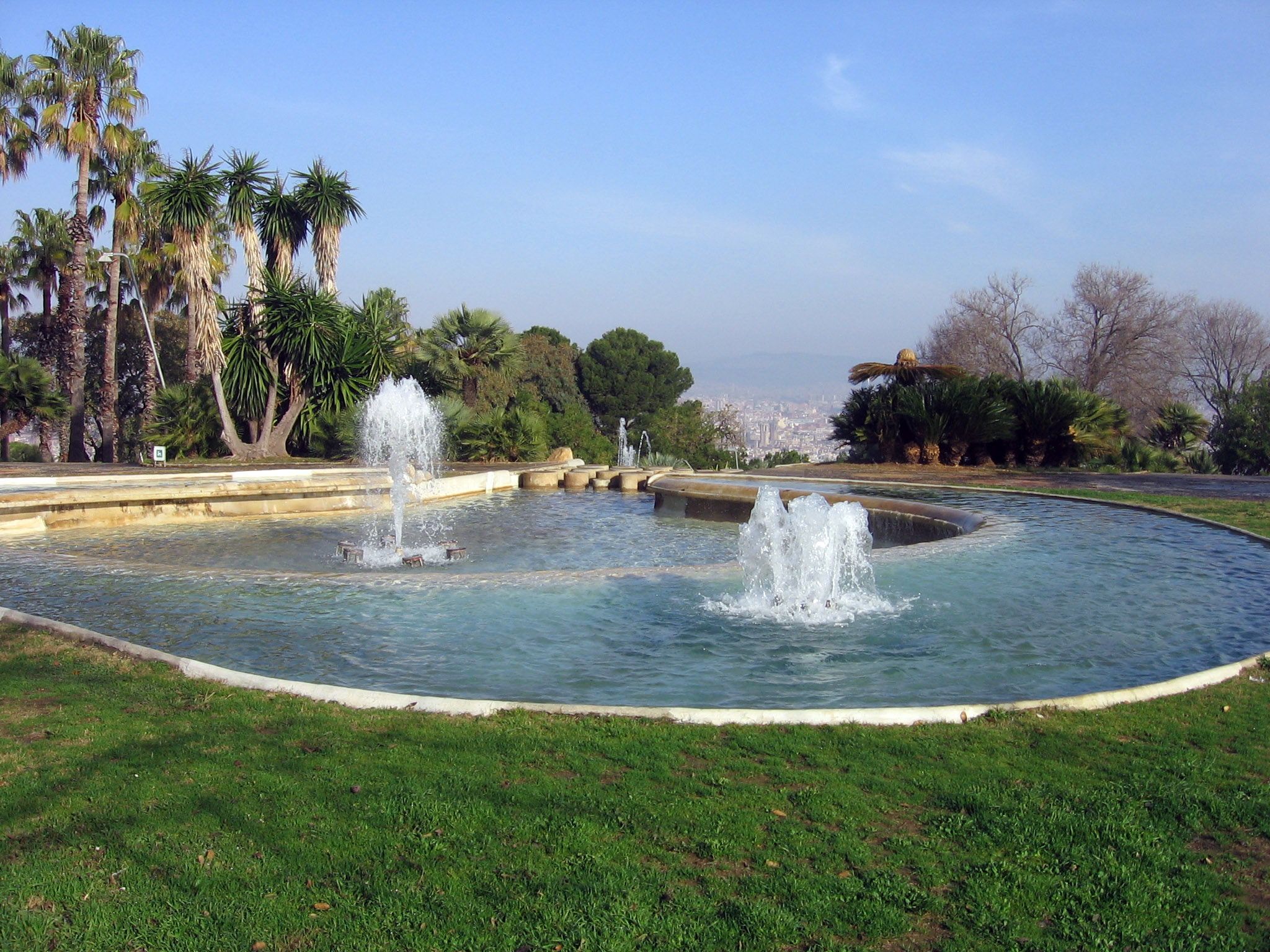
Estanque superior.
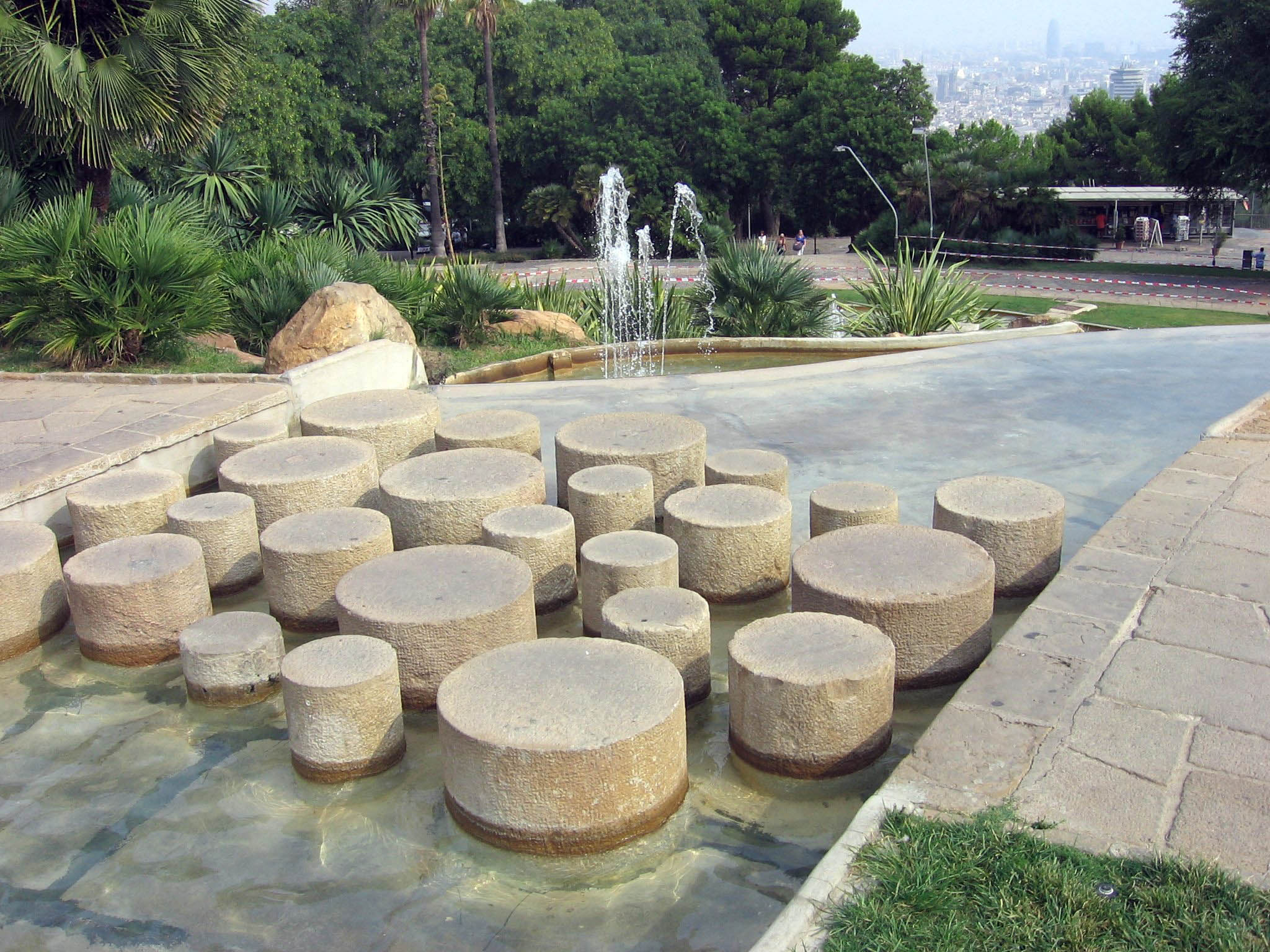
Puente del estanque superior.
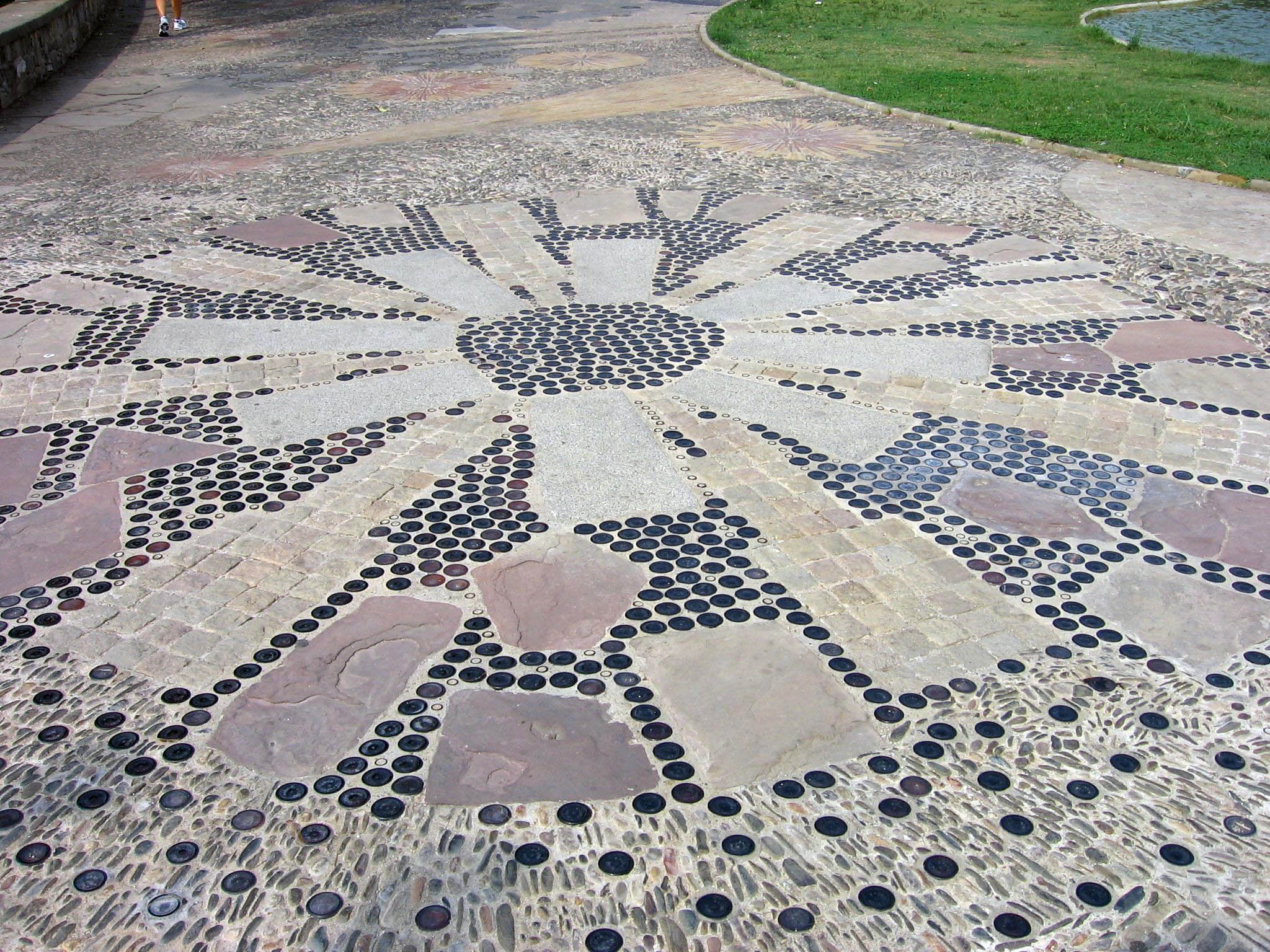
Detalle del pavimento.
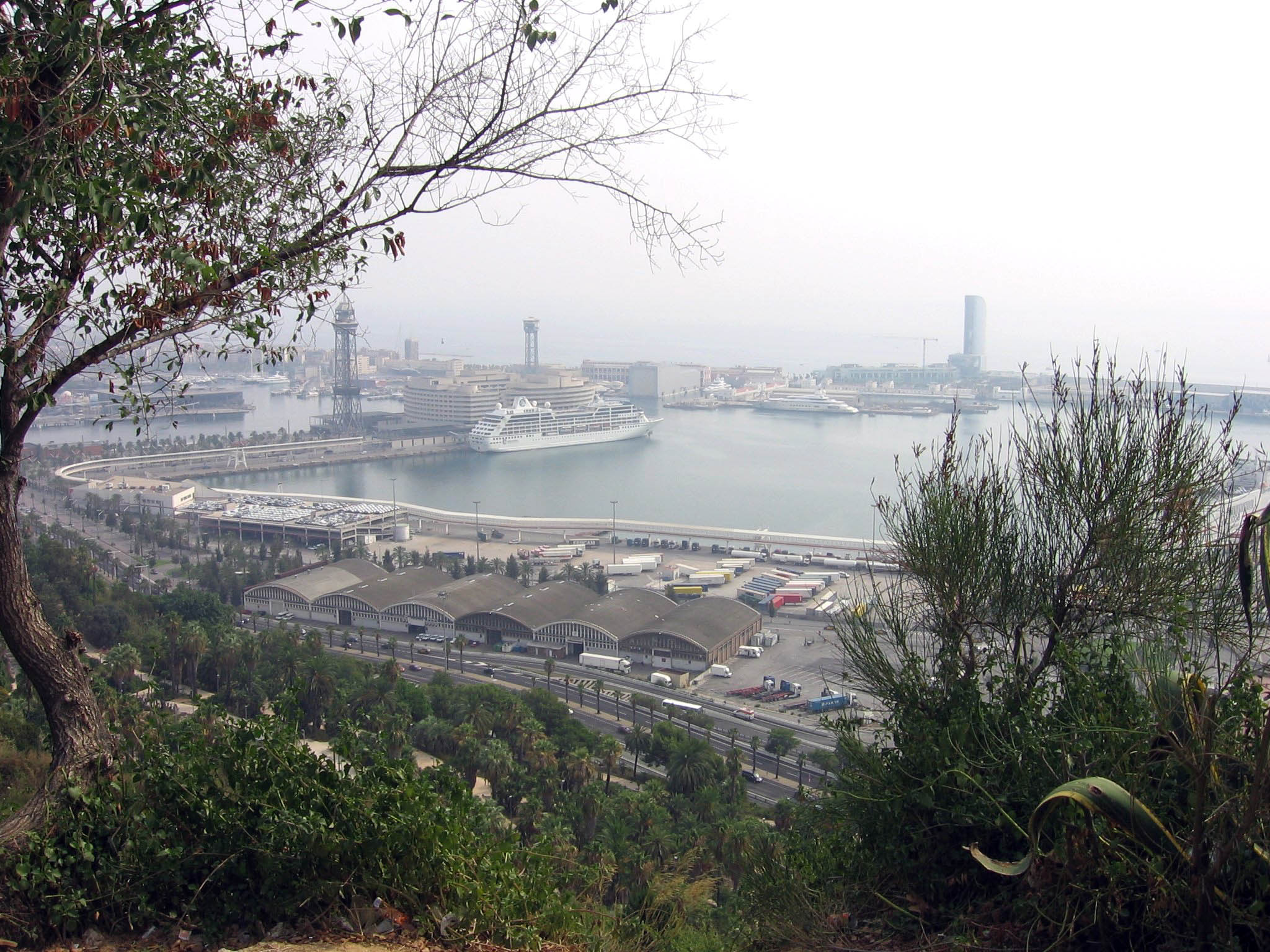
Vista de Barcelona desde los jardines.